# 日光連山
日光連山（にっこうれんざん）は、主に栃木県日光市に広がる山塊である。男体山、女峰山をはじめ、大真名子山、小真名子山、赤薙山、帝釈山、太郎山等の山々から成り、最高地点は関東以北の最高地点でもある奥日光の奥白根である。関東地方北部に堂々とした山容を現す男体山、女峰山、大真名子山、小真名子山などは、特に日光表連山と呼ばれる。

## 概要

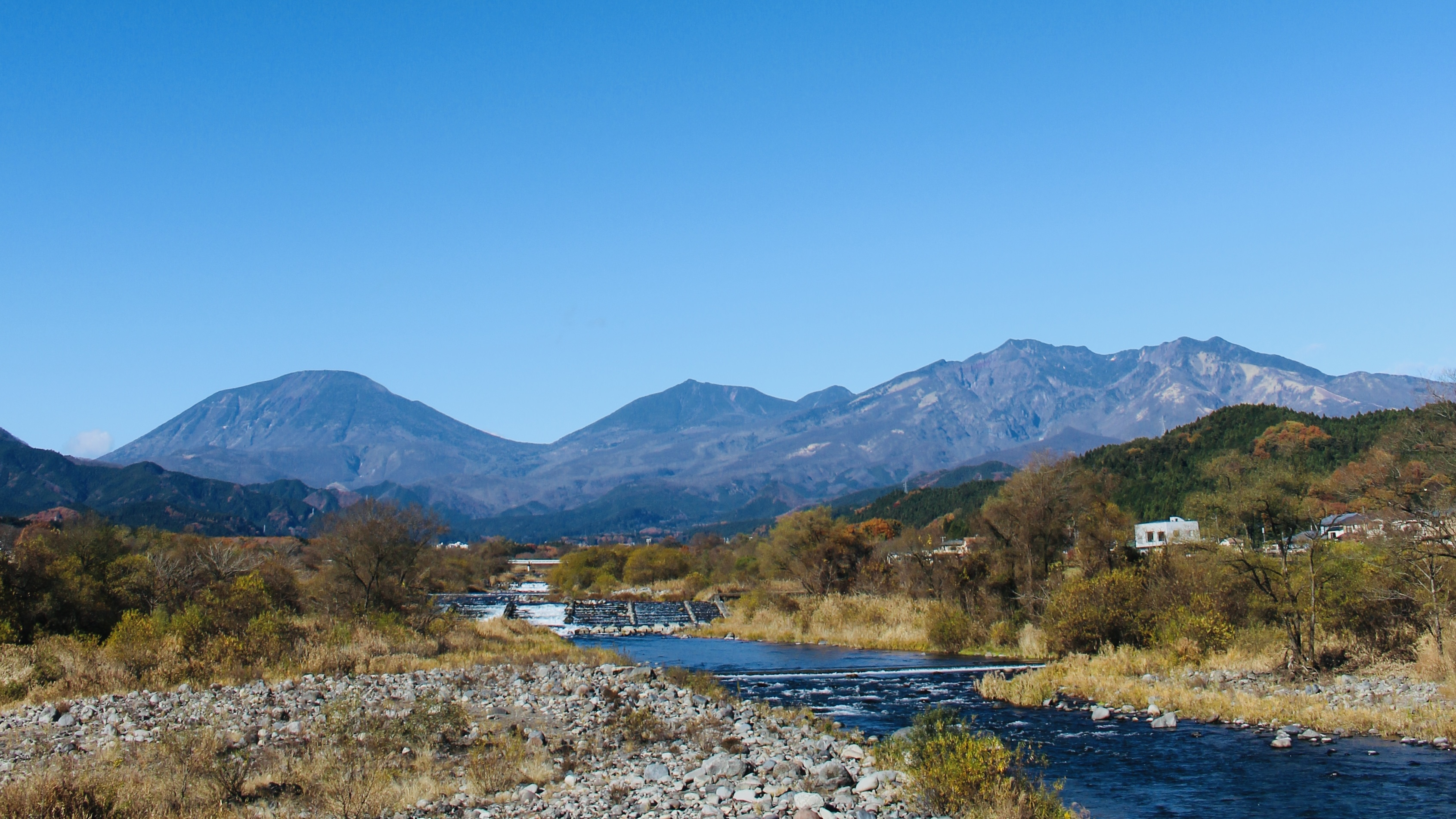
日光市今市から望む

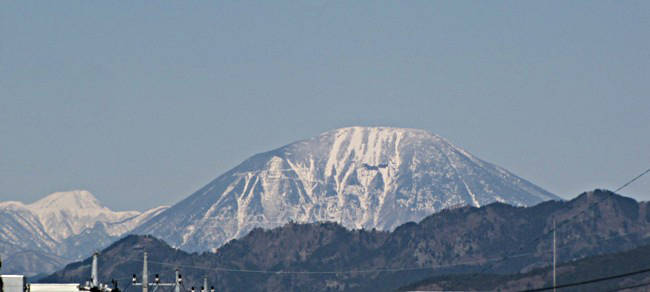
宇都宮市から見た男体山と奥白根（左）手前の山並みは古賀志山

日光連山は男体山や女峰山をはじめ、2,300mから2,500m級の山々から成る東日本有数の山塊であり、日光火山群に属し関東平野の北限を画する山地のひとつである。最高峰は関東以北の最高地点である奥白根だが、関東地方から望むと男体山・女峰山・大真名子山・小真名子山の山容が際立ち、奥白根はその背後に連なる山並の一点である。日光周辺及び男体山、女峰山、太郎山はかつて日光山あるいは日光三山と呼ばれ、勝道上人により開山されたと伝わる山岳宗教のメッカでもあった。
日光連山を水源とする河川として、鬼怒川支流の大谷川、田川などがある。
日光連山のうち、日光市街地から奥日光戦場ヶ原の間にあって一大山塊を形成する男体山、太郎山、大真名子山、女峰山等の2,300から2,500m級の山々は、広く関東平野平地部（栃木県・埼玉県北東部・茨城県西部など）から遠望できるほか、奥日光や奥鬼怒の山々、奥白根・前白根からも一体となった山容として見えることから、これらの山々を指して日光表連山（あるいは表日光連山）や狭義の日光連山と呼ぶことが多く、これらはまた狭義の日光火山群に属している。
表日光連山の北西部には戦場ヶ原を隔てて奥日光の高峰（奥白根・前白根や金精山、温泉ヶ岳、根名草山など）が在り栃木県と群馬県の県境を成すが、表日光や足尾山地の山々に隠れてしまうため広く関東平野から見えるのは奥白根・前白根の山頂部のみであり、またこれら奥日光の山々は白根火山群に属している。

## 地理
日光連山は関東平野の北に位置し、東は関東平野に接し、北は鬼怒川を境として帝釈山地に接し、西は片品川を境として越後山脈に、南は大谷川、中禅寺湖を境として足尾山地に接するが、中禅寺湖南岸の山々は日光連山に含めることもある。
なお、日光連山の南東側には鬼怒川と田川に挟まれて篠井富屋連峰が在り、これを経て関東平野に続く。

### 地形・地質
日光連山は日光火山群と総称され、第四紀に火山活動を開始した第四紀火山から成る。
狭義の日光火山群に属する男体山、女峰山、赤薙山は成層火山であり、同じく大真名子山、小真名子山、太郎山、三岳、山王帽子山、於呂倶羅山などは溶岩円頂丘である。その地質は男体山、女峰山、赤薙山が玄武岩、安山岩、デイサイト、他の山々は大真名子・小真名子溶岩やデイサイトから成る。
一方、白根火山群に属する奥白根は小型楯状火山および溶岩円頂丘であり、その地質は安山岩である。山麓部の奥日光地区は石英斑岩や火崗斑岩となっている。

## 主な山

### 日光市街地 - 山王峠
日光連山を代表する男体山、女峰山、太郎山等の2,300m超級の山々は、日光市街地以西、奥日光と奥鬼怒を結ぶ奥鬼怒林道山王峠（標高約1,730m）以東に所在して山塊を成し、狭義の日光連山を形成する日光の主峰である。これらを特に日光表連山（表日光連山）と呼ぶこともある。
- 男体山（2,486 m）- 栃木県日光市中宮祠
- 大真名子山（2,375 m）- 同上
- 小真名子山（2,323 m）- 同上
- 太郎山（2,368 m）- 同上
- 山王帽子山（2,077 m）- 同上
- 女峰山（2,483 m）- 栃木県日光市日光
- 帝釈山（2,455 m）- 同上
- 赤薙山（2,010 m）- 栃木県日光市所野

### 山王峠 - 金精峠
ともに2,300m超級の山々から成る表日光連山（男体山等）と栃木・群馬両県の県境を成す高峰（白根山等）の間（山王峠と金精峠の間）は、比較的なだらかな2,000m級の峰々となっている。
- 三岳（1,945 m）- 栃木県日光市湯元
- 於呂倶羅山（2,020 m）- 栃木県日光市川俣
- 高薙山（2,181 m）- 同上

### 栃木・群馬県境
栃木県と群馬県の県境付近には、関東平野からその山頂部のみ視認される奥白根・前白根をはじめ、2,300m超級の高峰が連なっている。
- 根名草山（2,330 m）- 栃木県日光市川俣
- 温泉ヶ岳（2,333 m）- 栃木県日光市湯元
- 金精山（2,244 m）- 同上
- 五色山（2,379 m）- 栃木県日光市中宮祠
- 外山（2,204 m）- 同上
- 白根隠山（2,410 m）- 同上
- 前白根山（2,373 m）- 同上
- 奥白根山（2,578 m）- 同上、群馬県利根郡片品村東小川
- 錫ヶ岳（2,388 m）- 群馬県利根郡片品村東小川

## 歴史
日光連山は、古代より山岳信仰の対象とされ、奈良時代後期には下野国国造家の後裔とされる下毛野氏の氏寺下野薬師寺の僧であった勝道上人が現日光（日光三山）を開いて仏教寺院を建立し、以来座主は鎌倉時代に皇族が就任するまで下毛野氏の姻戚者が務めたと云われる。鎌倉時代には日光三山を総じて「日光権現」と呼ぶようになった。日光連山は修験道の霊場としても知られ、古代より峰修行が行われたほか、山麓の裏見滝や憾満ヶ淵などが行場とされた。
現在も各山山麓にはこれら山々を神体とする神社仏閣が林立するほか、各山頂には数多くの祠が存在する。